# Metro (magazine)
Pour les articles homonymes, voir Metro.
Metro est un magazine mensuel consacré au mode de vie. Il est édité en Nouvelle-Zélande par ACP Magazines (en). 

## Histoire
Metro a été fondé en 1981,. Le lancement du magazine coïncide avec l'expansion rapide de l'économie de la Nouvelle-Zélande.

## Récompenses
Metro won a number of 2010 Qantas Media Awards: 
- Best Magazine Feature Writer Simon Wilson,
- Best Magazine Designer Charlie McKay,
- Senior Magazine Feature Writer (Politics) Simon Wilson,
- Senior Magazine Feature Writer (Arts & Entertainment) Simon Wilson.